# Deutsche Tourenwagen-Meisterschaft 1995

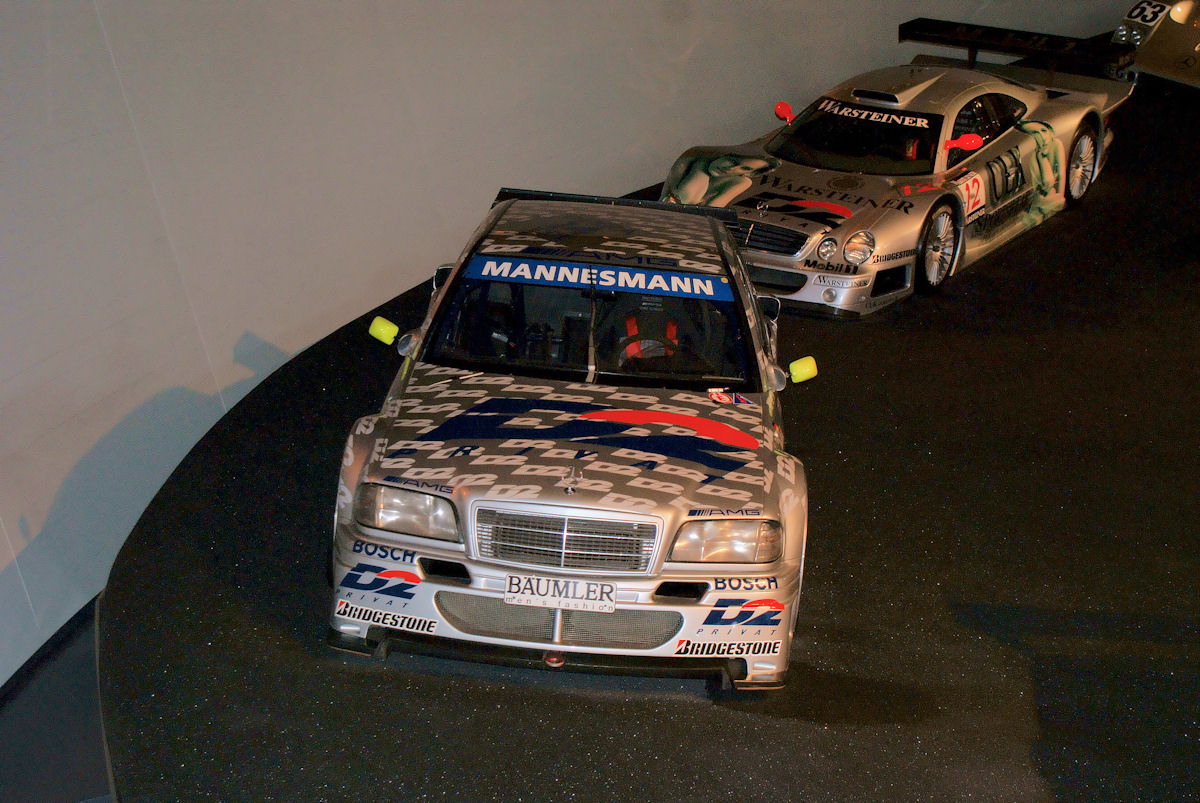
Der von Bernd Schneider in der DTM gefahrene AMG Mercedes C-Klasse DTM.

Die Deutsche Tourenwagen-Meisterschaft 1995 und die International Touring Car Championship 1995 wurden parallel und regelgleich zueinander durchgeführt. Es war die zwölfte und letzte Saison der Deutschen Tourenwagen-Meisterschaft und die erste der International Touring Car Championship (ITC).

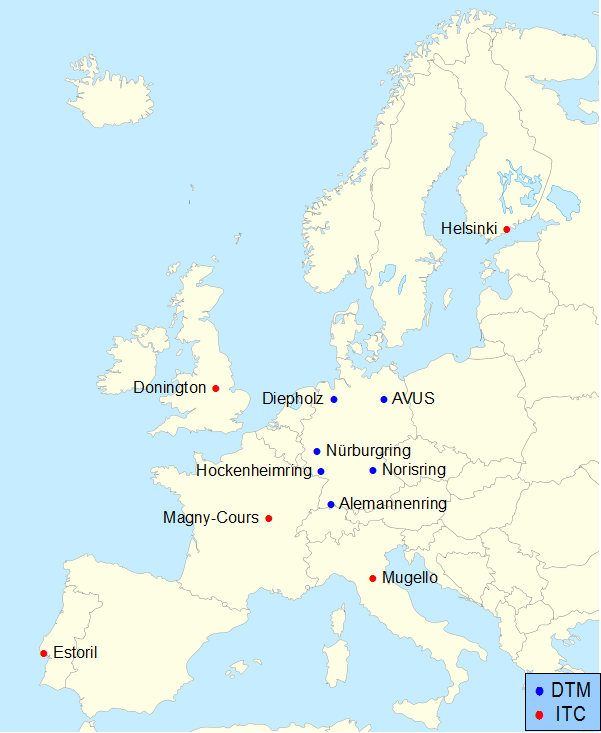
Austragungsorte der DTM (blau) und der ITC (rot) in der Saison 1995.

Insgesamt wurden 24 Rennen in Deutschland, Italien, Finnland, Großbritannien, Portugal und Frankreich gefahren. Jeweils fanden zwei Läufe an einem der 12 Rennwochenenden statt.
Der erste DTM-Lauf fand am 23. April 1995 auf dem Hockenheimring und das Saisonfinale fand am 16. Oktober ebenfalls auf dem Hockenheimring statt. Das erste zur ITC zählende Rennen startete am 21. Mai auf dem Autodromo Internazionale del Mugello. Der letzte ITC-Saisonlauf wurde am 8. Oktober auf dem Circuit de Nevers Magny-Cours ausgetragen.
Bernd Schneider gewann im AMG Mercedes C-Klasse DTM, mit 138 Punkten in der DTM und 155 Punkten in der ITC, beide Meisterschaftstitel.

## Geschichte

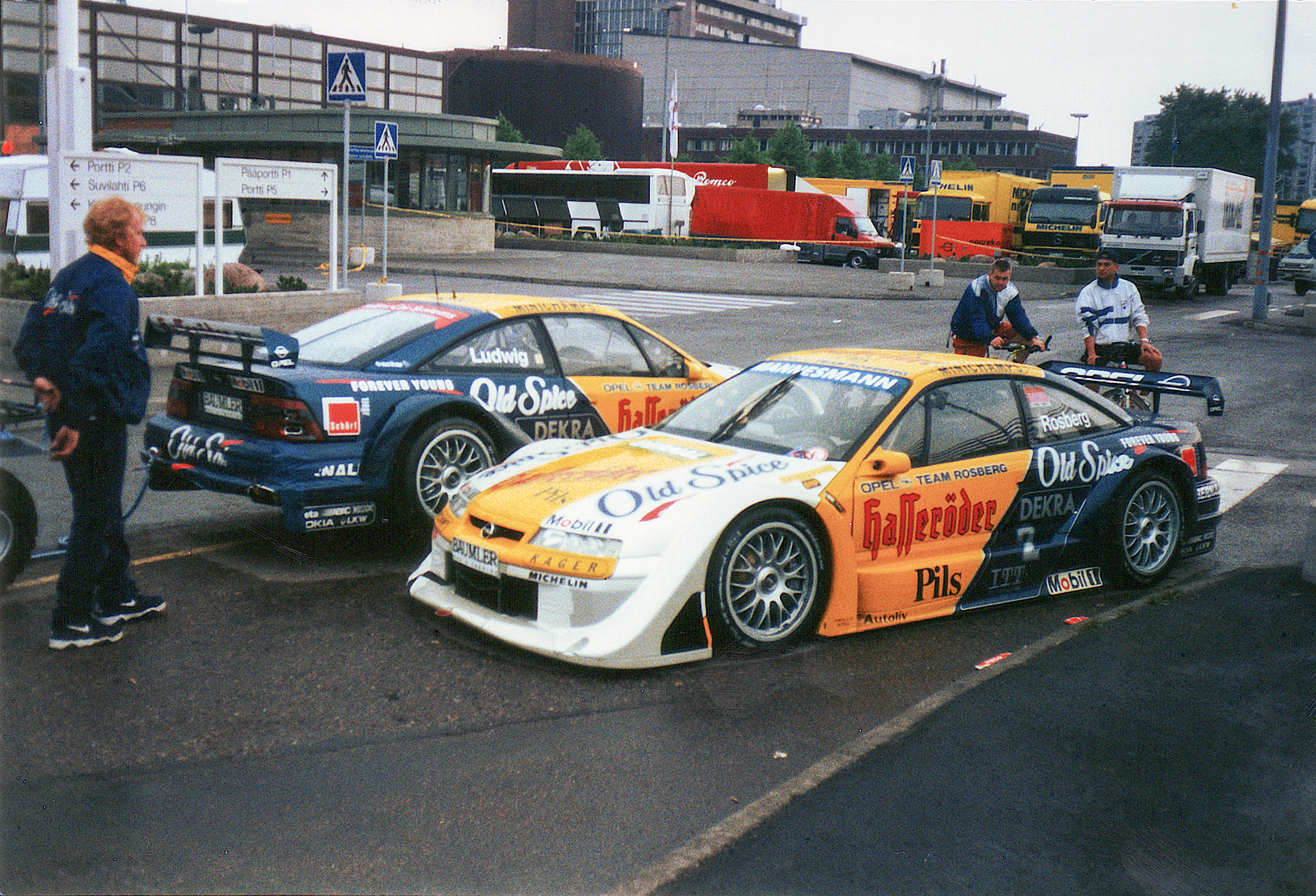
Das Opel-Team Rosberg …

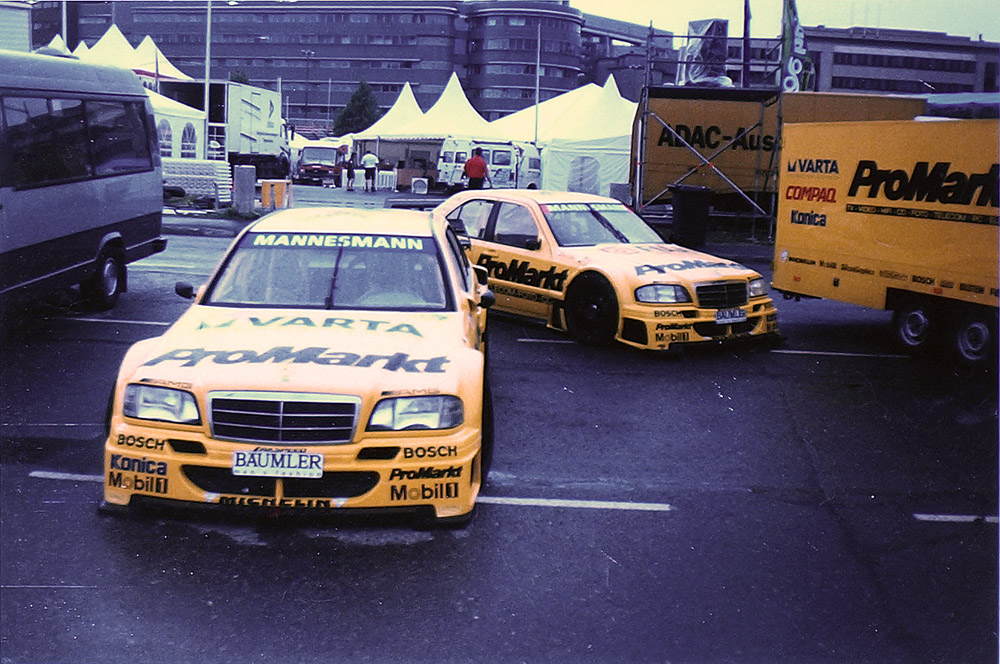
… und Mercedes-Team Zakspeed in Helsinki

Erstmals in der DTM-Geschichte fand das erste Rennen der Saison nicht im belgischen Zolder statt. Grund für den Verzicht war die geplante Internationalisierung der Serie. So wurden die Rennen des ITR-Gold-Cups aus den Vorjahren zur festen Größe im Rennkalender. Die Rennen wurden unter der, zu Saisonbeginn noch nicht feststehenden, Bezeichnung ITC ausgetragen, die Rennen in Deutschland nach wie vor als DTM. Ursprünglich waren auch ein Rennen in Spanien, auf dem Circuit de Catalunya in Barcelona und eines in Spa-Francorchamps in Belgien geplant. Das Rennen in Barcelona, welches als Finalrennen geplant war, musste wegen einer Termindiskrepanz mit dem Motorrad-Grand-Prix abgesagt werden. Spa fiel aus, da der Besitzer der Rennstrecke, Bernie Ecclestone, sich außerstande sah in so kurzer Zeit die nötigen Werbemaßnahmen durchzuführen.
Da der Lauf in Zolder nicht stattfand, war der Hockenheimring nun Austragungsort des Saisonstarts. Auch der späte Termin des ersten Rennens war ungewöhnlich, fanden der Start der Saison normalerweise Anfang April statt, verschob er sich dieses Jahr um knapp drei Wochen. Besonders die Opel konnten den zu Beginn des Jahres erarbeiteten Entwicklungsvorteil gegenüber der Konkurrenz nicht nutzen, Mercedes-Benz und Alfa Romeo nutzten die Zeit jedoch zu ihrem Vorteil, holten ihren Rückstand schnell auf und insbesondere Mercedes-Benz überflügelte die Herausforderer. Zu Saisonbeginn konnte Mercedes-Benz fünf der sechs Werksfahrer die neueste Version der V6-C-Klasse zur Verfügung stellen. Alfa Romeo kosteten Unfälle in der Testphase, einen überstand Nicola Larini nur mit viel Glück unverletzt, viel Technologie und Erfahrung, so waren die beiden Neuwagen für Larini und Nannini noch fabrikneu und ohne Testerfahrung. Alle weiteren Modelle der Italiener waren überarbeitete Versionen der Vorsaison und wurden erst im Laufe der Saison nach und nach modifiziert. Opel musste wegen vielfacher Unfallschäden die Neuwagen unter den Piloten mehrfach hin- und hertauschen und konnte Yannick Dalmas sowie Ni Amorim zeitweise gar nicht fahren lassen. Der eng gestrickte Zeitplan machte es den Teams und Herstellern zudem nicht leicht die Technik an den Wagen voranzutreiben. Der Rennkalender umfasste zwölf Rennwochenenden mit durchschnittlich zwei Wochen Abstand zwischen den Veranstaltungen.
Nachdem BMW bereits Ende 1993 werksseitig aus der DTM ausschied, verabschiedeten sich auch alle verbliebenen privaten BMW-Teams aus der Meisterschaft. Der amtierende Meister, Klaus Ludwig wechselte überraschend vor der Saison von Mercedes-Benz-Werksteam AMG zum neuen Opel-Team Rosberg, neben den Formel-1-Weltmeister von 1982 und Teameigner Keke Rosberg.

## Starterfeld
Folgende Fahrer sind in der Saison gestartet:
| Nr. | Fahrer               | Team                                           | Fahrzeug                  | Rennwochenende |
| --- | -------------------- | ---------------------------------------------- | ------------------------- | -------------- |
| 1   | Klaus Ludwig         | Opel Team Rosberg                              | Opel Calibra V6 4×4       | alle           |
| 2   | Keke Rosberg         | Opel Team Rosberg                              | Opel Calibra V6 4×4       | alle           |
| 3   | Jörg van Ommen       | UPS-Tabac Original-Sonax-Team AMG Mercedes     | AMG-Mercedes C-Klasse DTM | alle           |
| 4   | Jan Magnussen        | UPS-Tabac Original-Sonax-Team AMG Mercedes     | AMG-Mercedes C-Klasse DTM | 1–5, 7–12      |
| 5   | Alexander Grau       | Promarkt AMG Mercedes Team Zakspeed            | AMG-Mercedes C-Klasse DTM | alle           |
| 6   | Kurt Thiim           | Promarkt AMG Mercedes Team Zakspeed            | AMG-Mercedes C-Klasse DTM | alle           |
| 7   | Alessandro Nannini   | Martini Racing – Alfa Corse                    | Alfa Romeo 155 V6 TI      | alle           |
| 8   | Nicola Larini        | Martini Racing – Alfa Corse                    | Alfa Romeo 155 V6 TI      | alle           |
| 9   | Manuel Reuter        | Opel Team Joest                                | Opel Calibra V6 4×4       | alle           |
| 10  | Yannick Dalmas       | Opel Team Joest                                | Opel Calibra V6 4×4       | 1–6, 8–12      |
| 11  | Christian Danner     | Schübel Engineering                            | Alfa Romeo 155 V6 TI      | alle           |
| 12  | Michele Alboreto     | Schübel Engineering                            | Alfa Romeo 155 V6 TI      | alle           |
| 13  | Gianni Giudici       | Alfa Corse 2                                   | Alfa Romeo 155 V6 TI      | alle           |
| 14  | Bernd Schneider      | D2 Privat-Team AMG Mercedes                    | AMG-Mercedes C-Klasse DTM | alle           |
| 15  | Dario Franchitti     | D2 Privat-Team AMG Mercedes                    | AMG-Mercedes C-Klasse DTM | alle           |
| 16  | Louis Krages         | Daim AMG Mercedes Team Zakspeed                | AMG-Mercedes C-Klasse DTM | alle           |
| 17  | Ellen Lohr           | Mercedes-Benz Original-Teile AMG Team Zakspeed | AMG-Mercedes C-Klasse DTM | alle           |
| 18  | Stefano Modena       | Euroteam                                       | Alfa Romeo 155 V6 TI      | alle           |
| 19  | Michael Bartels      | Euroteam                                       | Alfa Romeo 155 V6 TI      | alle           |
| 20  | JJ Lehto             | Opel Team Joest                                | Opel Calibra V6 4×4       | alle           |
| 21  | Ni Amorim            | Opel Team Joest                                | Opel Calibra V6 4×4       | 1–3, 5, 7–11   |
| 22  | Uwe Alzen            | AMG Mercedes Team Persson Motorsport           | AMG-Mercedes C-Klasse DTM | alle           |
| 23  | Bernd Mayländer      | AMG Mercedes Team Persson Motorsport           | AMG-Mercedes C-Klasse DTM | alle           |
| 24  | Gerd Ruch            | AMG Mercedes Team Ruch-Motorsport              | AMG-Mercedes C-Klasse DTM | alle           |
| 25  | Stig Amthor          | Alfa Corse 2                                   | Alfa Romeo 155 V6 TI      | 1–4, 6         |
| 26  | Giancarlo Fisichella | Alfa Corse 2                                   | Alfa Romeo 155 V6 TI      | alle           |
| 27  | Markku Alén          | Alfa Corse 2                                   | Alfa Romeo 155 V6 TI      | 1, 4           |
| 28  | Fabrizio Giovanardi  | Alfa Corse 2                                   | Alfa Romeo 155 V6 TI      | 5, 12          |
| 29  | Giampiero Simoni     | Alfa Corse 2                                   | Alfa Romeo 155 V6 TI      | 7              |
| 30  | Gabriele Tarquini    | Schübel Engineering                            | Alfa Romeo 155 V6 TI      | 9–11           |
| 31  | Pedro Couceiro       | Schübel Engineering                            | Alfa Romeo 155 V6 TI      | 8              |
| 32  | Philippe Gache       | Alfa Corse 2                                   | Alfa Romeo 155 V6 TI      | 11             |

## Rennkalender und Ergebnisse
| Runde | Runde  | Rennen (Strecke)                                 | Datum         | Distanz    | Pole-Position    | Schnellste Runde         | Sieger                   | Fahrzeug                  |
| ----- | ------ | ------------------------------------------------ | ------------- | ---------- | ---------------- | ------------------------ | ------------------------ | ------------------------- |
| 1     | Lauf 1 | Rennsport-Festival Hockenheimring                | 23. April     | 100,244 km | Nicola Larini    | Bernd Schneider          | Bernd Schneider          | AMG Mercedes C-Klasse DTM |
| 1     | Lauf 2 | Rennsport-Festival Hockenheimring                | 23. April     | 100,244 km |                  | Bernd Schneider          | Bernd Schneider          | AMG Mercedes C-Klasse DTM |
| 2     | Lauf 1 | AVUS-Rennen AVUS                                 | 7. Mai        | 92,400 km  | Kurt Thiim       | Kurt Thiim               | Kurt Thiim               | AMG Mercedes C-Klasse DTM |
| 2     | Lauf 2 | AVUS-Rennen AVUS                                 | 7. Mai        | 34,320 km  |                  | Rennen wurde annulliert. | Rennen wurde annulliert. | Rennen wurde annulliert.  |
| 3     | Lauf 1 | Mugello Cup Autodromo Internazionale del Mugello | 21. Mai       | 104,900 km | Bernd Schneider  | Bernd Schneider          | Bernd Schneider          | AMG Mercedes C-Klasse DTM |
| 3     | Lauf 2 | Mugello Cup Autodromo Internazionale del Mugello | 21. Mai       | 104,900 km |                  | Stefano Modena           | Dario Franchitti         | AMG Mercedes C-Klasse DTM |
| 4     | Lauf 1 | C1 Thunder Helsinki Thunder                      | 4. Juni       | 102,300 km | Michael Bartels  | Nicola Larini            | Christian Danner         | Alfa Romeo 155 V6 TI      |
| 4     | Lauf 2 | C1 Thunder Helsinki Thunder                      | 4. Juni       | 102,300 km |                  | Stefano Modena           | Nicola Larini            | Alfa Romeo 155 V6 TI      |
| 5     | Lauf 1 | 200 Meilen von Nürnberg Norisring                | 25. Juni      | 101,200 km | Bernd Schneider  | Bernd Schneider          | Christian Danner         | Alfa Romeo 155 V6 TI      |
| 5     | Lauf 2 | 200 Meilen von Nürnberg Norisring                | 25. Juni      | 101,200 km |                  | Bernd Schneider          | Bernd Schneider          | AMG Mercedes C-Klasse DTM |
| 6     | Lauf 1 | Donington-Gold-Cup Donington Park                | 9. Juli       | 100,575 km | Bernd Schneider  | Bernd Schneider          | Bernd Schneider          | AMG Mercedes C-Klasse DTM |
| 6     | Lauf 2 | Donington-Gold-Cup Donington Park                | 9. Juli       | 100,575 km |                  | Bernd Schneider          | Bernd Schneider          | AMG Mercedes C-Klasse DTM |
| 7     | Lauf 1 | Flugplatzrennen Diepholz Fliegerhorst Diepholz   | 23. Juli      | 100,640 km | Michael Bartels  | Nicola Larini            | Michael Bartels          | Alfa Romeo 155 V6 TI      |
| 7     | Lauf 2 | Flugplatzrennen Diepholz Fliegerhorst Diepholz   | 23. Juli      | 100,640 km |                  | Jan Magnussen            | Michael Bartels          | Alfa Romeo 155 V6 TI      |
| 8     | Lauf 1 | Estoril Golden Cup Circuito do Estoril           | 6. August     | 100,280 km | Nicola Larini    | Nicola Larini            | Bernd Schneider          | AMG Mercedes C-Klasse DTM |
| 8     | Lauf 2 | Estoril Golden Cup Circuito do Estoril           | 6. August     | 100,280 km |                  | Nicola Larini            | Jan Magnussen            | AMG Mercedes C-Klasse DTM |
| 9     | Lauf 1 | Großer Preis der Tourenwagen Nürburgring         | 20. August    | 104,788 km | Bernd Schneider  | Kurt Thiim               | Bernd Schneider          | AMG Mercedes C-Klasse DTM |
| 9     | Lauf 2 | Großer Preis der Tourenwagen Nürburgring         | 20. August    | 104,788 km |                  | Alexander Grau           | Bernd Schneider          | AMG Mercedes C-Klasse DTM |
| 10    | Lauf 1 | ADAC-Preis Singen Alemannenring                  | 17. September | 100,800 km | Dario Franchitti | Kurt Thiim               | Kurt Thiim               | AMG Mercedes C-Klasse DTM |
| 10    | Lauf 2 | ADAC-Preis Singen Alemannenring                  | 17. September | 100,800 km |                  | Dario Franchitti         | Kurt Thiim               | AMG Mercedes C-Klasse DTM |
| 11    | Lauf 1 | Tourisme C1 Circuit de Nevers Magny-Cours        | 8. Oktober    | 93,500 km  | Nicola Larini    | Bernd Schneider          | Bernd Schneider          | AMG Mercedes C-Klasse DTM |
| 11    | Lauf 2 | Tourisme C1 Circuit de Nevers Magny-Cours        | 8. Oktober    | 102,000 km |                  | Bernd Schneider          | Bernd Schneider          | AMG Mercedes C-Klasse DTM |
| 12    | Lauf 1 | ADAC-Preis Hockenheim Hockenheimring             | 16. Oktober   | 102,225 km | Dario Franchitti | Kurt Thiim               | Klaus Ludwig             | Opel Calibra V6 4×4       |
| 12    | Lauf 2 | ADAC-Preis Hockenheim Hockenheimring             | 16. Oktober   | 102,225 km |                  | Yannick Dalmas           | Klaus Ludwig             | Opel Calibra V6 4×4       |

## Meisterschaftsergebnisse

### Punktesystem
Punkte wurden an die ersten 10 klassifizierten Fahrer in folgender Anzahl vergeben:
| Platz  | 1. | 2. | 3. | 4. | 5. | 6. | 7. | 8. | 9. | 10. |
| Punkte | 20 | 15 | 12 | 10 | 8  | 6  | 4  | 3  | 2  | 1   |

### Fahrerwertung DTM
Insgesamt kamen 24 Fahrer in die Punktewertung.
| Platz | Fahrer               | HOC1 | HOC1 | AVU | AVU | NOR | NOR | DIE | DIE | NÜR | NÜR | ALE | ALE | HOC2 | HOC2 | Punkte |
| ----- | -------------------- | ---- | ---- | --- | --- | --- | --- | --- | --- | --- | --- | --- | --- | ---- | ---- | ------ |
| 1     | Bernd Schneider      | 1    | 1    | DNF | 11  | 4   | 1   | 7   | 6   | 1   | 1   | 6   | 3   | DNF  | 13   | 138    |
| 2     | Jörg van Ommen       | 2    | 2    | 7   | DNS | 13  | 3   | 5   | 3   | 5   | 6   | 8   | 5   | 5    | 3    | 113    |
| 3     | Klaus Ludwig         | 5    | 3    | DNF | DNS | 2   | DNF | DNF | DNF | 7   | 10  | DNF | DNS | 1    | 1    | 80     |
| 4     | Kurt Thiim           | DNF  | 5    | 1   | 1   | DNF | DNS | DNF | DNS | DNF | 4   | 1   | 1   | 19   | 11   | 78     |
| 5     | Dario Franchitti     | 3    | DNS  | DNF | DNF | 6   | 2   | 2   | 4   | DNF | DNF | 2   | 10  | DNF  | DNS  | 74     |
| 6     | Nicola Larini        | 10   | DNF  | DNF | 6   | 8   | 10  | 3   | 2   | 2   | 3   | 3   | DNF | DNF  | DNF  | 71     |
| 7     | Alexander Grau       | 14   | 6    | 2   | 14  | 12  | 5   | DNF | DNS | 3   | 2   | DNF | DNF | 7    | 5    | 68     |
| 8     | Jan Magnussen        | 4    | DNF  | DNF | 7   | DNS | DNS | 14  | 5   | DNF | 7   | 4   | 2   | DNF  | 9    | 49     |
| 9     | Christian Danner     | 16   | 9    | 8   | 3   | 1   | 6   | 8   | DNF | 12  | 14  | 7   | 4   | 15   | 16   | 48     |
| 10    | Michael Bartels      | DNF  | DNS  | 6   | DNF | 10  | DNF | 1   | 1   | 10  | DNF | DNF | DNS | 13   | DNF  | 47     |
| 11    | Alessandro Nannini   | 18   | DNS  | 3   | DNF | 3   | 9   | 4   | DNF | DNF | DNF | 11  | DNF | 5    | 12   | 44     |
| 12    | Manuel Reuter        | 22   | DNF  | DNF | 13  | DNF | DNF | 16  | 7   | DNF | 9   | 5   | DNF | 2    | 4    | 39     |
| 13    | JJ Lehto             | 8    | 4    | 10  | 20  | 7   | DNF | 15  | 8   | DNF | DNF | DNF | 8   | 6    | 6    | 36     |
| 14    | Uwe Alzen            | 11   | DNF  | DNF | 11  | 15  | DNF | DNF | DNF | 9   | 8   | 12  | 9   | 3    | 2    | 34     |
| 15    | Giancarlo Fisichella | 6    | DNF  | 4   | 19  | DNS | DNS | 6   | DNF | 6   | DNF | 15  | DNF | 10   | 10   | 30     |
| 16    | Stefano Modena       | DNF  | DNS  | 5   | 2   | 5   | 4   | 12  | DNF | DNF | DNS | DNF | DNS | 14   | DNF  | 26     |
| 17    | Ellen Lohr           | 12   | DNF  | DNF | 5   | 11  | DNF | 10  | 9   | 8   | 5   | DNF | 7   | 11   | DNF  | 18     |
| 18    | Yannick Dalmas       | 9    | DNF  | 11  | 10  | 18  | DNF |     |     | DNF | 16  | 9   | 6   | 8    | 7    | 17     |
| 18    | Keke Rosberg         | 7    | DNF  | 9   | 4   | DNF | DNF | DNF | DNF | 4   | DNF | 10  | DNF | 12   | 14   | 17     |
| 20    | Bernd Mayländer      | 13   | DNF  | DNF | 18  | 16  | 7   | 9   | 10  | 11  | 11  | 13  | DNF | 9    | 8    | 12     |
| 21    | Ni Amorim            | 18   | 8    | 15  | DNS | 9   | DNF | DNF | 12  | 14  | 12  | DNF | 11  |      |      | 5      |
| 22    | Michele Alboreto     | 15   | 7    | 12  | 8   | 14  | DNF | 11  | 11  | 13  | DNF | DNF | DNS | 16   | 15   | 4      |
| 23    | Louis Krages         | DNF  | DNS  | 16  | 16  | 17  | 8   | DNF | 13  | 16  | 15  | 14  | 12  | DNF  | 18   | 3      |
| 24    | Stig Amthor          | 19   | 10   | 13  | 9   |     |     |     |     |     |     |     |     |      |      | 1      |
| 25    | Markku Alén          | DNF  | 11   |     |     |     |     |     |     |     |     |     |     |      |      | 0      |
| 25    | Gianni Giudici       | 20   | 12   | DNF | 17  | DNF | DNF | 13  | DNF | DNF | DNS | DNF | DNF | 17   | DNF  | 0      |
| 25    | Gerd Ruch            | 21   | DNF  | 14  | 15  | DNF | DNS | DNF | DNS | 15  | 13  | DNF | DNF | 18   | 17   | 0      |
| 25    | Gabriele Tarquini    |      |      |     |     |     |     |     |     | DNF | DNF | DNF | DNS |      |      | 0      |
| 25    | Fabrizio Giovanardi  |      |      |     |     | DNF | DNS |     |     |     |     |     |     |      |      | 0      |
| 25    | Giampiero Simoni     |      |      |     |     |     |     | DNF | DNS |     |     |     |     |      |      | 0      |
| Platz | Fahrer               | HOC1 | HOC1 | AVU | AVU | NOR | NOR | DIE | DIE | NÜR | NÜR | ALE | ALE | HOC2 | HOC2 | Punkte |

| Legende  | Legende            | Legende                                                          |
| Farbe    | Abkürzung          | Bedeutung                                                        |
| -------- | ------------------ | ---------------------------------------------------------------- |
| Gold     | –                  | Sieg                                                             |
| Silber   | –                  | 2. Platz                                                         |
| Bronze   | –                  | 3. Platz                                                         |
| Grün     | –                  | Platzierung in den Punkten                                       |
| Blau     | –                  | Klassifiziert außerhalb der Punkteränge                          |
| Violett  | DNF                | Rennen nicht beendet (did not finish)                            |
| Violett  | NC                 | nicht klassifiziert (not classified)                             |
| Rot      | DNQ                | nicht qualifiziert (did not qualify)                             |
| Rot      | DNPQ               | in Vorqualifikation gescheitert (did not pre-qualify)            |
| Schwarz  | DSQ                | disqualifiziert (disqualified)                                   |
| Weiß     | DNS                | nicht am Start (did not start)                                   |
| Weiß     | WD                 | zurückgezogen (withdrawn)                                        |
| Hellblau | PO                 | nur am Training teilgenommen (practiced only)                    |
| Hellblau | TD                 | Freitags-Testfahrer (test driver)                                |
| ohne     | DNP                | nicht am Training teilgenommen (did not practice)                |
| ohne     | INJ                | verletzt oder krank (injured)                                    |
| ohne     | EX                 | ausgeschlossen (excluded)                                        |
| ohne     | DNA                | nicht erschienen (did not arrive)                                |
| ohne     | C                  | Rennen abgesagt (cancelled)                                      |
| ohne     | keine WM-Teilnahme |                                                                  |
| sonstige | P/fett             | Pole-Position                                                    |
| sonstige | 1/2/3/4/5/6/7/8    | Punktplatzierung im Sprint-/Qualifikationsrennen                 |
| sonstige | SR/kursiv          | Schnellste Rennrunde                                             |
| sonstige | *                  | nicht im Ziel, aufgrund der zurückgelegten Distanz aber gewertet |
| sonstige | ()                 | Streichresultate                                                 |
| sonstige | unterstrichen      | Führender in der Gesamtwertung                                   |

Anmerkungen
1. ↑  Der zweite Lauf auf der AVUS wurde annulliert. Die Ergebnisse wurden nicht gewertet.

### Markenwertung DTM
Es wurden nur Punkte an den bestplatzierten Fahrer einer Fahrzeug-Marke vergeben.
| Platz | Konstrukteur  | HOC1 | HOC1 | AVU | AVU | NOR | NOR | DIE | DIE | NÜR | NÜR | ALE | ALE | HOC2 | HOC2 | Punkte |
| ----- | ------------- | ---- | ---- | --- | --- | --- | --- | --- | --- | --- | --- | --- | --- | ---- | ---- | ------ |
| 1     | Mercedes-Benz | 20   | 20   | 20  | 0   | 10  | 20  | 15  | 12  | 20  | 20  | 20  | 20  | 12   | 15   | 224    |
| 2     | Alfa Romeo    | 6    | 4    | 12  | 0   | 20  | 10  | 20  | 20  | 15  | 12  | 12  | 10  | 8    | 1    | 150    |
| 3     | Opel          | 8    | 12   | 2   | 0   | 15  | 0   | 0   | 4   | 10  | 2   | 8   | 6   | 20   | 20   | 107    |

### Fahrerwertung ITC
Insgesamt kamen 23 Fahrer in die Punktewertung.
| Platz | Fahrer               | MUG | MUG | HEL | HEL | DON | DON | EST | EST | MAG | MAG | Punkte |
| ----- | -------------------- | --- | --- | --- | --- | --- | --- | --- | --- | --- | --- | ------ |
| 1     | Bernd Schneider      | 1   | 3   | 5   | DNF | 1   | 1   | 1   | 2   | 1   | 1   | 155    |
| 2     | Jan Magnussen        | 3   | 6   | DNF | 2   |     |     | 2   | 1   | 2   | 11  | 83     |
| 3     | Dario Franchitti     | 4   | 1   | 12* | DNS | 2   | 2   | 5   | 3   | DNF | DNS | 80     |
| 4     | Nicola Larini        | 2   | 5   | 7   | 1   | DNF | 12  | 3   | DNF | DNF | DNS | 59     |
| 5     | Manuel Reuter        | 9   | DNF | 4   | 7   | 10  | 6   | 16  | 9   | 4   | 2   | 50     |
| 5     | Jörg van Ommen       | DNF | 7   | DNS | DNS | 4   | 3   | 14  | 6   | 6   | 3   | 50     |
| 7     | Stefano Modena       | 6   | 11  | 2   | DNF | 6   | 13  | 20  | 5   | 5   | 6   | 49     |
| 8     | Kurt Thiim           | DNF | 4   | DNF | 6   | 3   | 4   | 6   | 16  | 10  | DNF | 45     |
| 9     | Alexander Grau       |     |     | 8   | 3   | 9   | 5   | 7   | 4   | 11  | DNF | 39     |
| 10    | Giancarlo Fisichella | 7   | 2   | 16* | DNF | 5   | DNF | 4   | 14  | DNF | DNF | 37     |
| 11    | Uwe Alzen            | 14  | 9   | DNF | 4   | 7   | 7   | 13  | 12  | 9   | 7   | 26     |
| 11    | JJ Lehto             | 11  | 8   | 3   | DNF | 14  | 11  | 11  | 11  | 8   | 5   | 26     |
| 13    | Christian Danner     | DNF | 12  | 1   | 13* | 12  | 9   | 15  | DNS | DNF | 13  | 22     |
| 14    | Klaus Ludwig         | 8   | DNF | 15  | DNF | 8   | DNF | 17  | 8   | 3   | DNF | 21     |
| 15    | Alessandro Nannini   | 5   | DNF | DNF | DNF |     |     | 8   | 7   | DNF | 9   | 17     |
| 16    | Yannick Dalmas       | 15  | DNF | DNF | DNF | DNF | DNS | 10  | 17  | 7   | 4   | 15     |
| 17    | Ellen Lohr           | 10  | DNF | DNF | 5   | DNF | 10  | 9   | 10  | 15* | DNF | 13     |
| 18    | Gianni Giudici       | DNF | 14  | 6   | 8   | 17  | 14  | DNF | 18  | DNF | DNF | 9      |
| 19    | Bernd Mayländer      | 12  | 10  | 9   | 9   | 11  | 8   | 12  | 13  | DNF | 12  | 8      |
| 20    | Keke Rosberg         | DNF | DNS | DNF | DNF | 13  | DNF | DNF | DNF | 12  | 8   | 3      |
| 21    | Philippe Gache       |     |     |     |     |     |     |     |     | 13  | 10  | 1      |
| 21    | Markku Alén          |     |     | 13  | 10  |     |     |     |     |     |     | 1      |
| 21    | Stig Amthor          | 16  | DNF | 10  | 12* | 15  | DNF |     |     |     |     | 1      |
| 24    | Gerd Ruch            | DNF | 13  | 11  | DNF | 16  | 16  | DNF | 19  | 16  | 14  | 0      |
| 24    | Louis Krages         | DNF | DNF | 14  | 11  | 18  | 15  | DNF | DNF |     |     | 0      |
| 24    | Michael Bartels      | 13  | DNS | DNF | DNS | 19  | DNF | 21* | DNS | 18* | DNS | 0      |
| 24    | Ni Amorim            | DNS | DNS |     |     |     |     | 18  | 15  | 14  | DNF | 0      |
| 24    | Michele Alboreto     | DNF | DNS | DNF | DNF | DNF | 17  | DNF | DNS | DNS | DNF | 0      |
| 24    | Gabriele Tarquini    |     |     |     |     |     |     |     |     | 17* | DNS | 0      |
| 24    | Pedro Couceiro       |     |     |     |     |     |     | 19  | 20* |     |     | 0      |
| Platz | Fahrer               | MUG | MUG | HEL | HEL | DON | DON | EST | EST | MAG | MAG | Punkte |

| Legende  | Legende            | Legende                                                          |
| Farbe    | Abkürzung          | Bedeutung                                                        |
| -------- | ------------------ | ---------------------------------------------------------------- |
| Gold     | –                  | Sieg                                                             |
| Silber   | –                  | 2. Platz                                                         |
| Bronze   | –                  | 3. Platz                                                         |
| Grün     | –                  | Platzierung in den Punkten                                       |
| Blau     | –                  | Klassifiziert außerhalb der Punkteränge                          |
| Violett  | DNF                | Rennen nicht beendet (did not finish)                            |
| Violett  | NC                 | nicht klassifiziert (not classified)                             |
| Rot      | DNQ                | nicht qualifiziert (did not qualify)                             |
| Rot      | DNPQ               | in Vorqualifikation gescheitert (did not pre-qualify)            |
| Schwarz  | DSQ                | disqualifiziert (disqualified)                                   |
| Weiß     | DNS                | nicht am Start (did not start)                                   |
| Weiß     | WD                 | zurückgezogen (withdrawn)                                        |
| Hellblau | PO                 | nur am Training teilgenommen (practiced only)                    |
| Hellblau | TD                 | Freitags-Testfahrer (test driver)                                |
| ohne     | DNP                | nicht am Training teilgenommen (did not practice)                |
| ohne     | INJ                | verletzt oder krank (injured)                                    |
| ohne     | EX                 | ausgeschlossen (excluded)                                        |
| ohne     | DNA                | nicht erschienen (did not arrive)                                |
| ohne     | C                  | Rennen abgesagt (cancelled)                                      |
| ohne     | keine WM-Teilnahme |                                                                  |
| sonstige | P/fett             | Pole-Position                                                    |
| sonstige | 1/2/3/4/5/6/7/8    | Punktplatzierung im Sprint-/Qualifikationsrennen                 |
| sonstige | SR/kursiv          | Schnellste Rennrunde                                             |
| sonstige | *                  | nicht im Ziel, aufgrund der zurückgelegten Distanz aber gewertet |
| sonstige | ()                 | Streichresultate                                                 |
| sonstige | unterstrichen      | Führender in der Gesamtwertung                                   |

### Markenwertung ITC
Es wurden nur Punkte an den bestplatzierten Fahrer einer Fahrzeug-Marke vergeben.
| Platz | Konstrukteur  | MUG | MUG | HEL | HEL | DON | DON | EST | EST | MAG | MAG | Punkte |
| ----- | ------------- | --- | --- | --- | --- | --- | --- | --- | --- | --- | --- | ------ |
| 1     | Mercedes-Benz | 20  | 20  | 8   | 15  | 20  | 20  | 20  | 20  | 20  | 20  | 183    |
| 2     | Alfa Romeo    | 15  | 15  | 20  | 20  | 8   | 2   | 12  | 8   | 8   | 6   | 114    |
| 3     | Opel          | 3   | 3   | 12  | 4   | 3   | 6   | 1   | 3   | 12  | 15  | 62     |